# Ropočevo

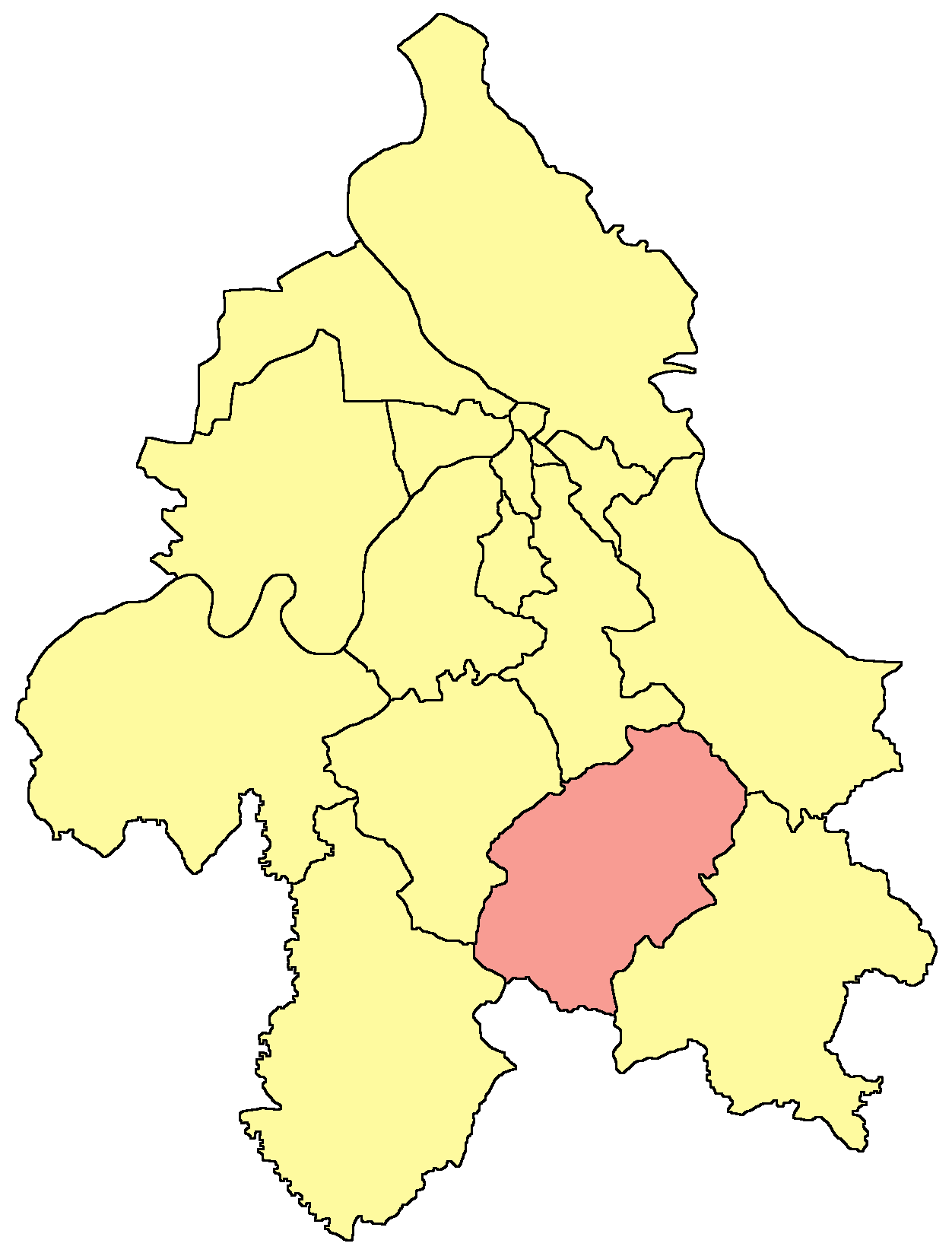
Localisation de la municipalité de Sopot dans la Ville de Belgrade

Ropočevo (en serbe cyrillique : Ропочево) est une localité de Serbie située dans la municipalité de Sopot et sur le territoire de la Ville de Belgrade. Au recensement de 2011, elle comptait 2 590 habitants.
Ropočevo, officiellement classé parmi les villages de Serbie, est situé au nord du mont Kosmaj.

## Démographie

### Évolution historique de la population
| 1948  | 1953  | 1961  | 1971  | 1981  | 1991  | 2002  | 2011  |
| ----- | ----- | ----- | ----- | ----- | ----- | ----- | ----- |
| 2 247 | 2 251 | 2 179 | 2 062 | 1 869 | 2 004 | 2 363 | 2 590 |

|  |